# Margine di sicurezza
Il margine di sicurezza è la differenza tra il valore intrinseco di un'azione e il suo prezzo di mercato.

## Storia
Benjamin Graham e David Dodd, fondatori del value investing, coniarono il termine margine di sicurezza nel loro libro Security Analysis (1934). Graham disse che "il margine di sicurezza dipende sempre dal prezzo pagato" (The Intelligent Investor, Benjamin Graham, HarperBusiness Essentials, 2003).

## Applicazione all'investimento
Usando il margine di sicurezza, si dovrebbe acquistare un'azione quando il suo valore intrinseco è superiore al prezzo di mercato. Questa è l'idea centrale della filosofia del value investing che sposa la conservazione del capitale. Benjamin Graham suggeriva di guardare le società non popolari o trascurate con bassi rapporti prezzo/utili e prezzo/valore contabile. Si dovrebbe inoltre analizzare il bilancio d'esercizio e le note per comprendere se le società abbiano degli asset nascosti (per esempio investimenti in altre società) che sono potenzialmente inosservati dal mercato.
Il margine di sicurezza protegge l'investitore sia da decisioni inefficaci, sia dai ribassi del mercato. Poiché il fair value è difficile da calcolare con precisione, il margine di sicurezza dà per l'appunto all'investitore un margine per investire.
Il margine di sicurezza è comunemente interpretato come la differenza positiva tra il valore intrinseco e il prezzo di mercato pagato per un'azione: in altre parole, se il prezzo di mercato è più basso del valore intrinseco, allora esiste un margine di sicurezza per l'investimento. Per i titoli di alta qualità, i value investors di solito vogliono pagare il 90% del valore intrinseco, mentre le azioni a carattere più speculativo dovrebbero essere acquistate con uno sconto del 50% sul valore intrinseco.